# Молочай окаймлённый
Молочай окаймлённый (лат. Euphorbia marginata) — небольшое однолетнее растение вид рода Молочай (Euphorbia) из семейства Молочайные (Euphorbiaceae). Произрастает в умеренных районах Северной Америки.

## Таксономия
Типовой экземпляр вида был собран в округе Розбад (Монтана), в районе реки Йеллоустоун Уильямом Кларком во время экспедиции Льюиса и Кларка. 
Видовой эпитет marginata относится к белым краям листьев.

## Описание

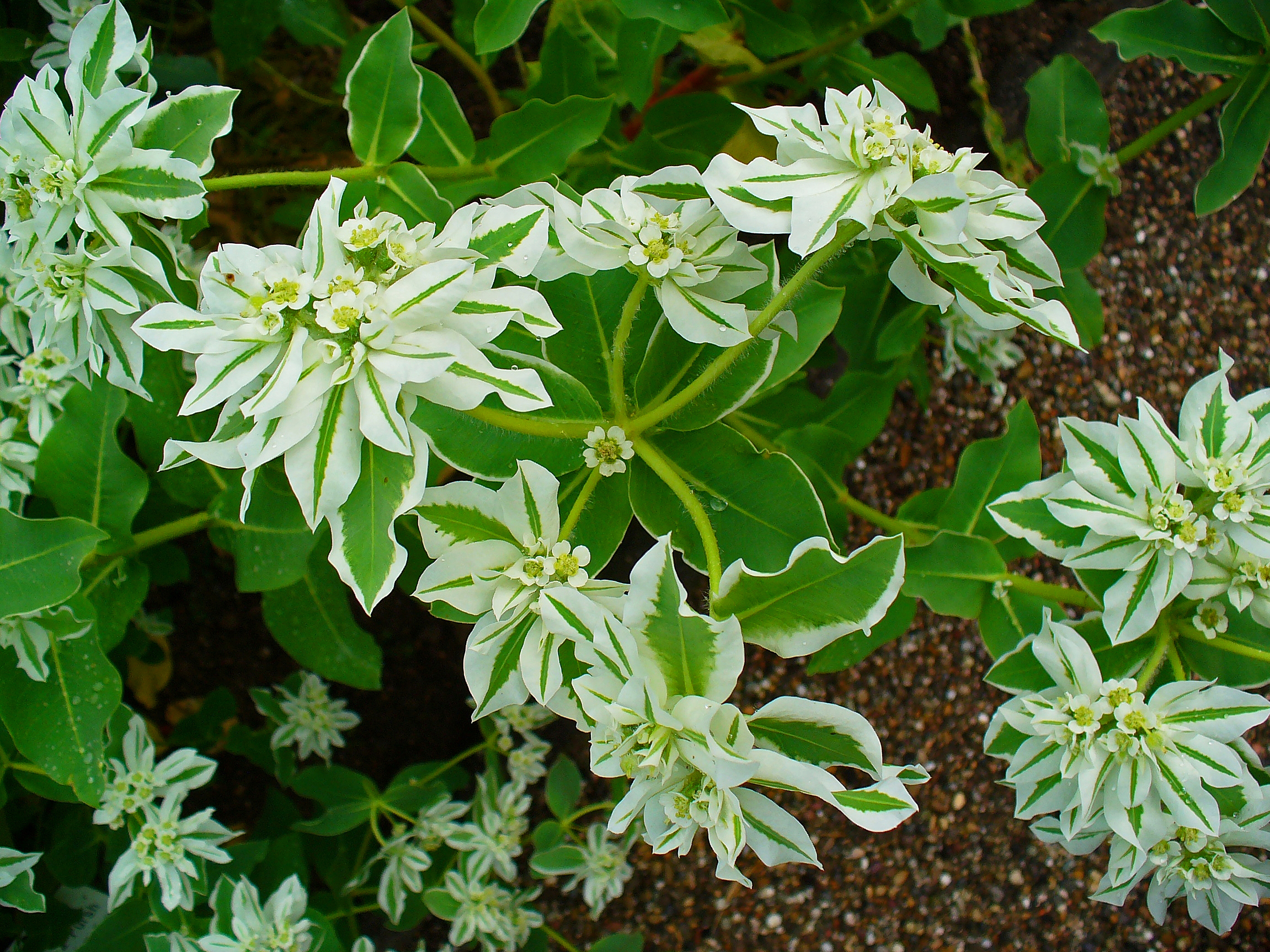
Euphorbia marginata

Молочай окаймлённый — небольшое однолетнее растение. Единственный стебель вырастает до 30-90 см в высоту. Обычно оно неветвистое ниже соцветия. Листья длиной 2,5-8 см, весной средне-зелёные, а верхние листья постепенно приобретают эффектные чистые белые края. Сложные соцветия - циатии - неприметных зеленовато-жёлтых настоящих цветков появляются на концах стеблей с середины лета до начала осени. Хотя настоящие цветки не имеют чашелистиков или лепестков, у них есть похожие на лепестки белые бросающиеся в глаза прицветники (модифицированные листья). Прицветники цветков и пёстрые верхние листья придают соцветию особую декаративность. Сок растения представляет собой млечный сок, ядовитый при попадании внутрь.
Также было обнаружено, что молочай окаймлённый выделяет большое количество сернистого газа, в основном в форме диметилсульфида (ДМС).

## Ареал и местообитание
Произрастает в умеренных районах Северной Америки от Восточной Канады до Юго-Запада США. Натурализован на большей части территории Китая.

## Галерея

Euphorbia marginata
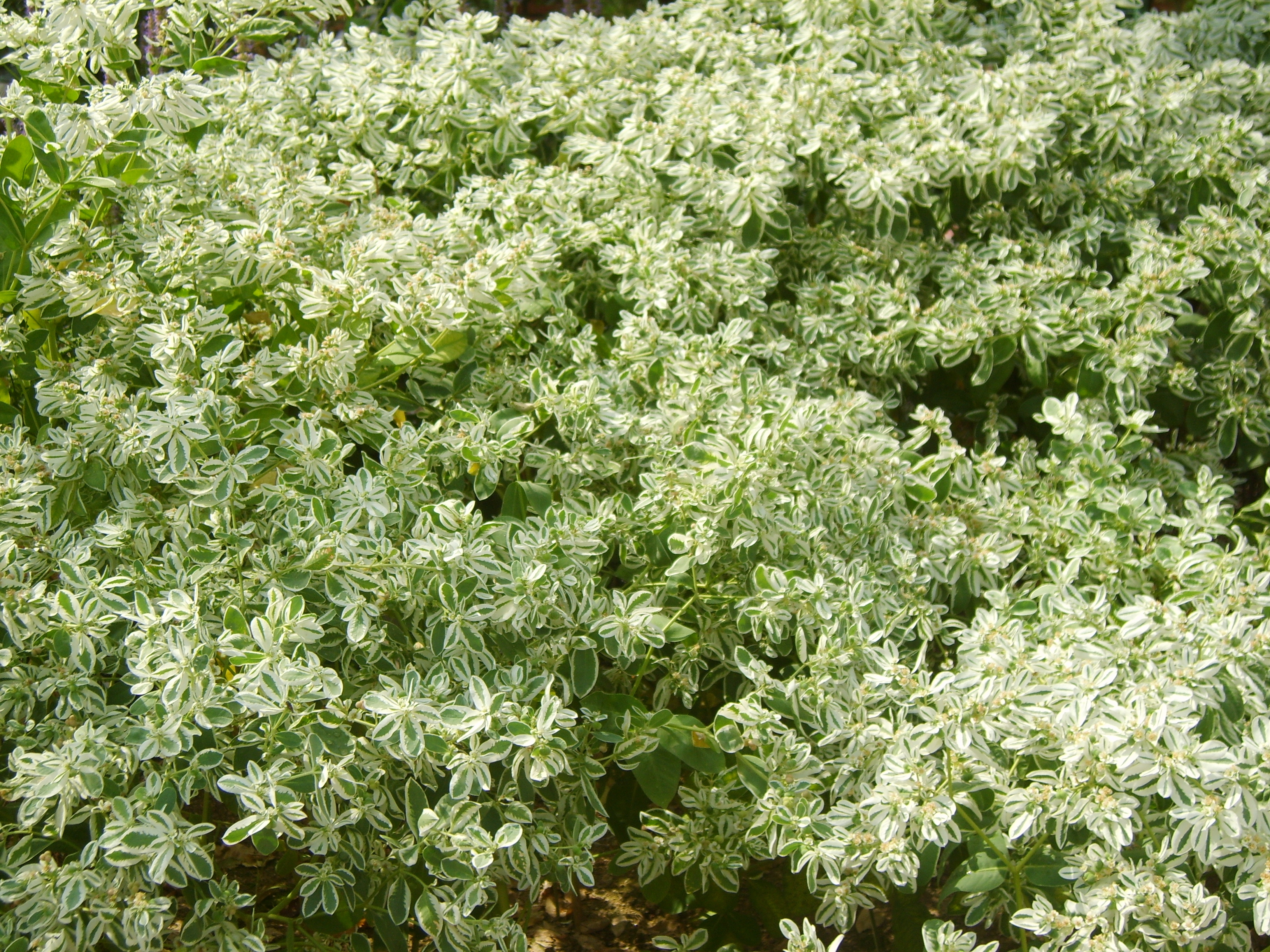
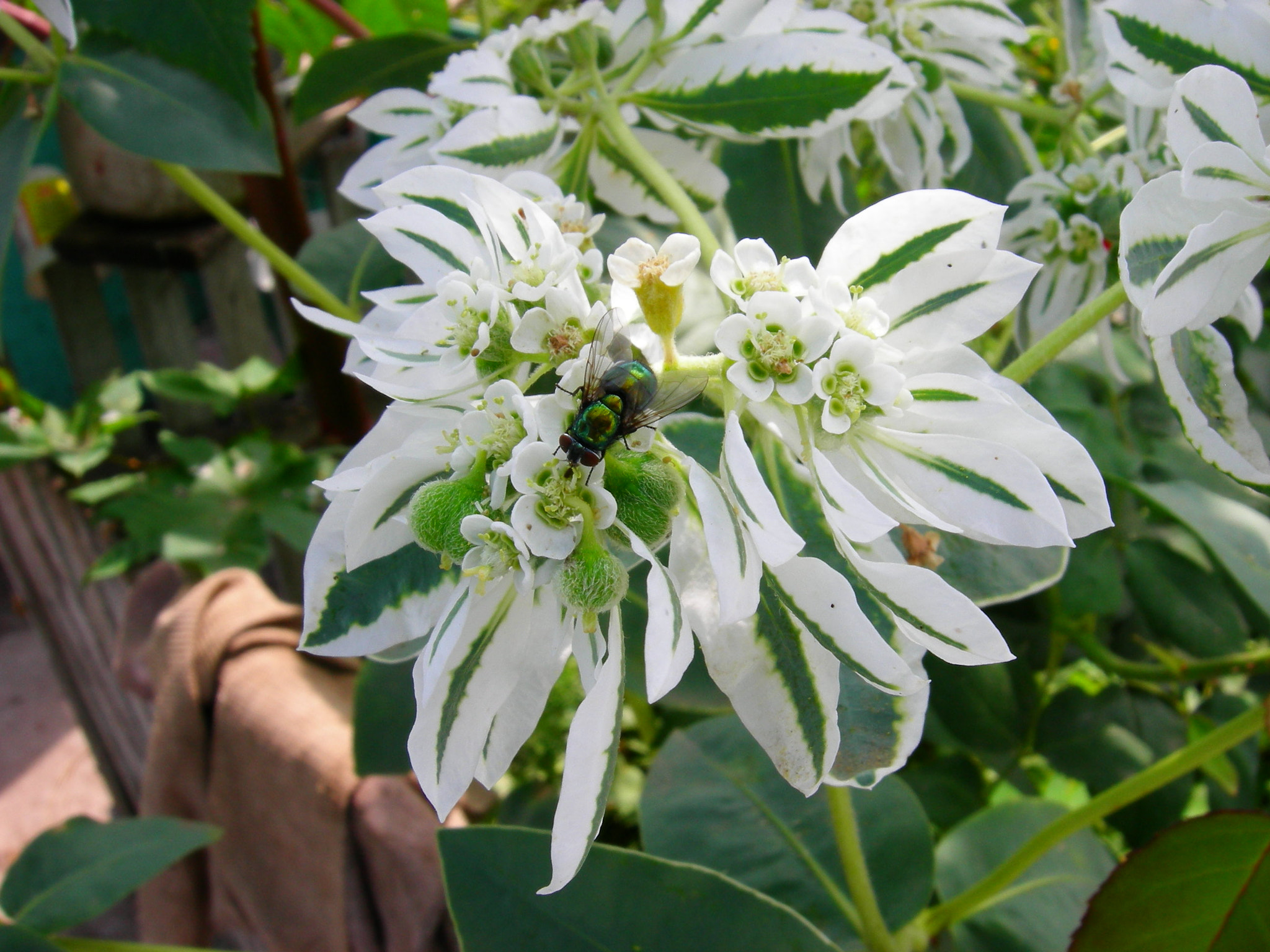
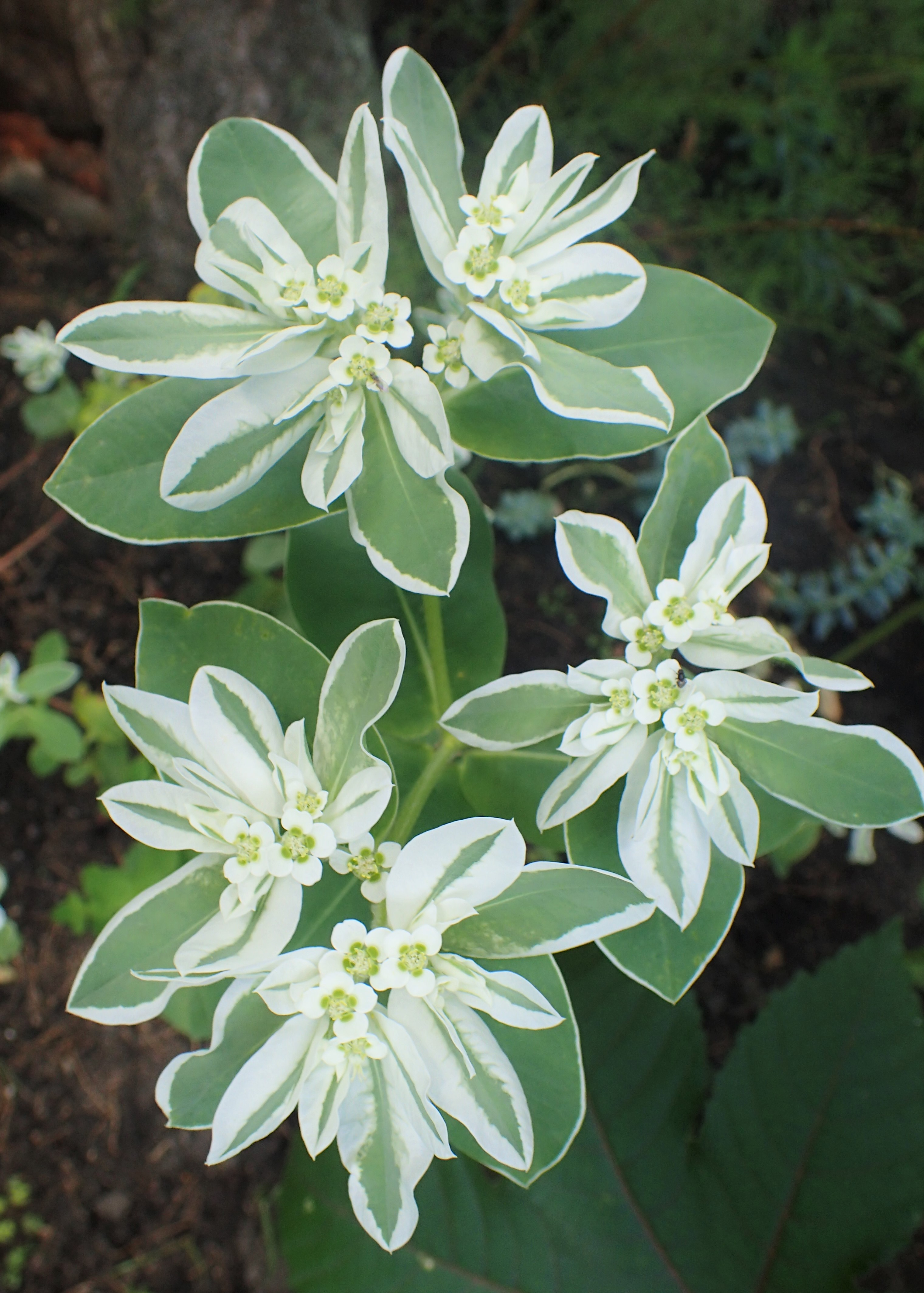
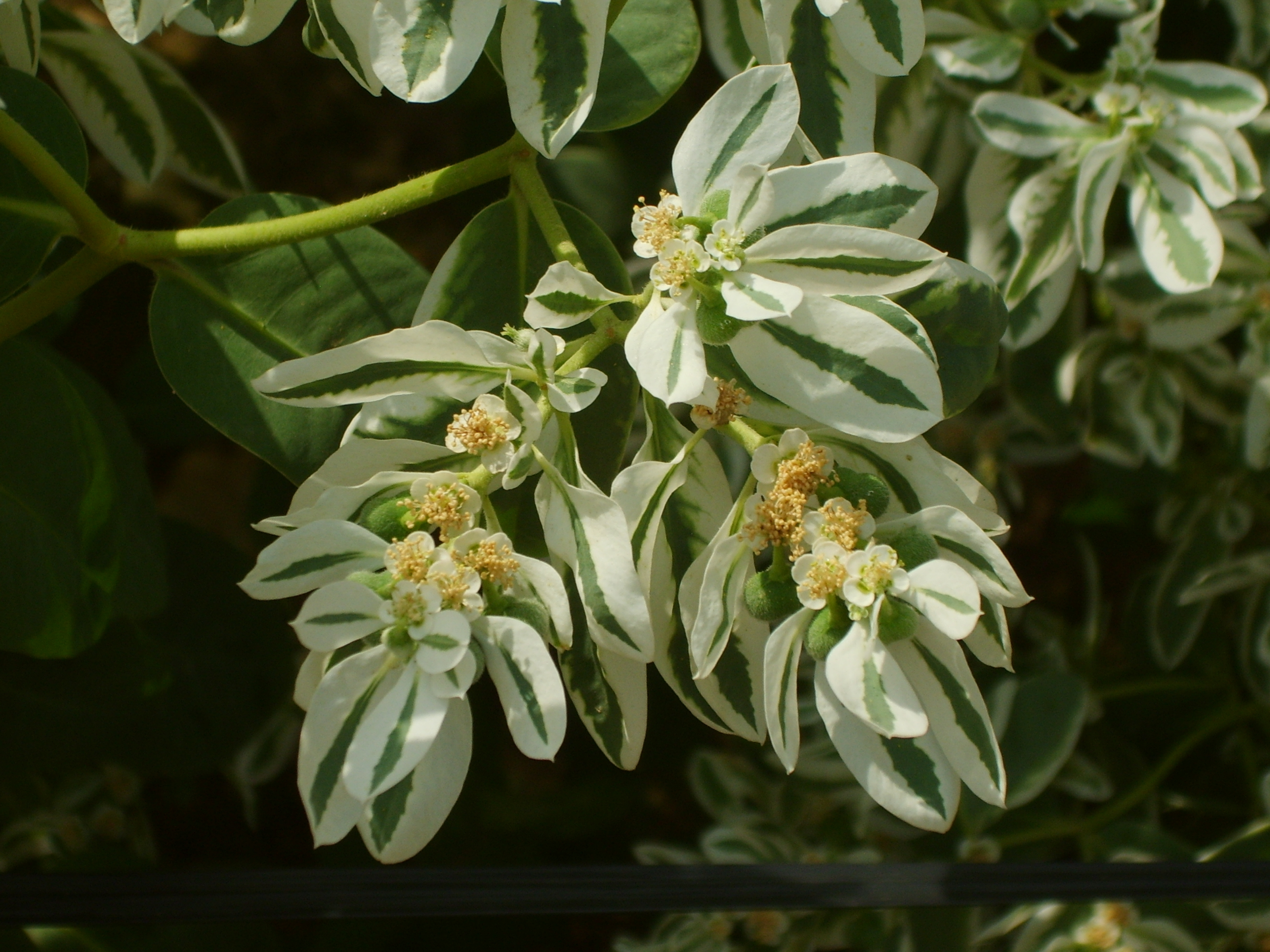
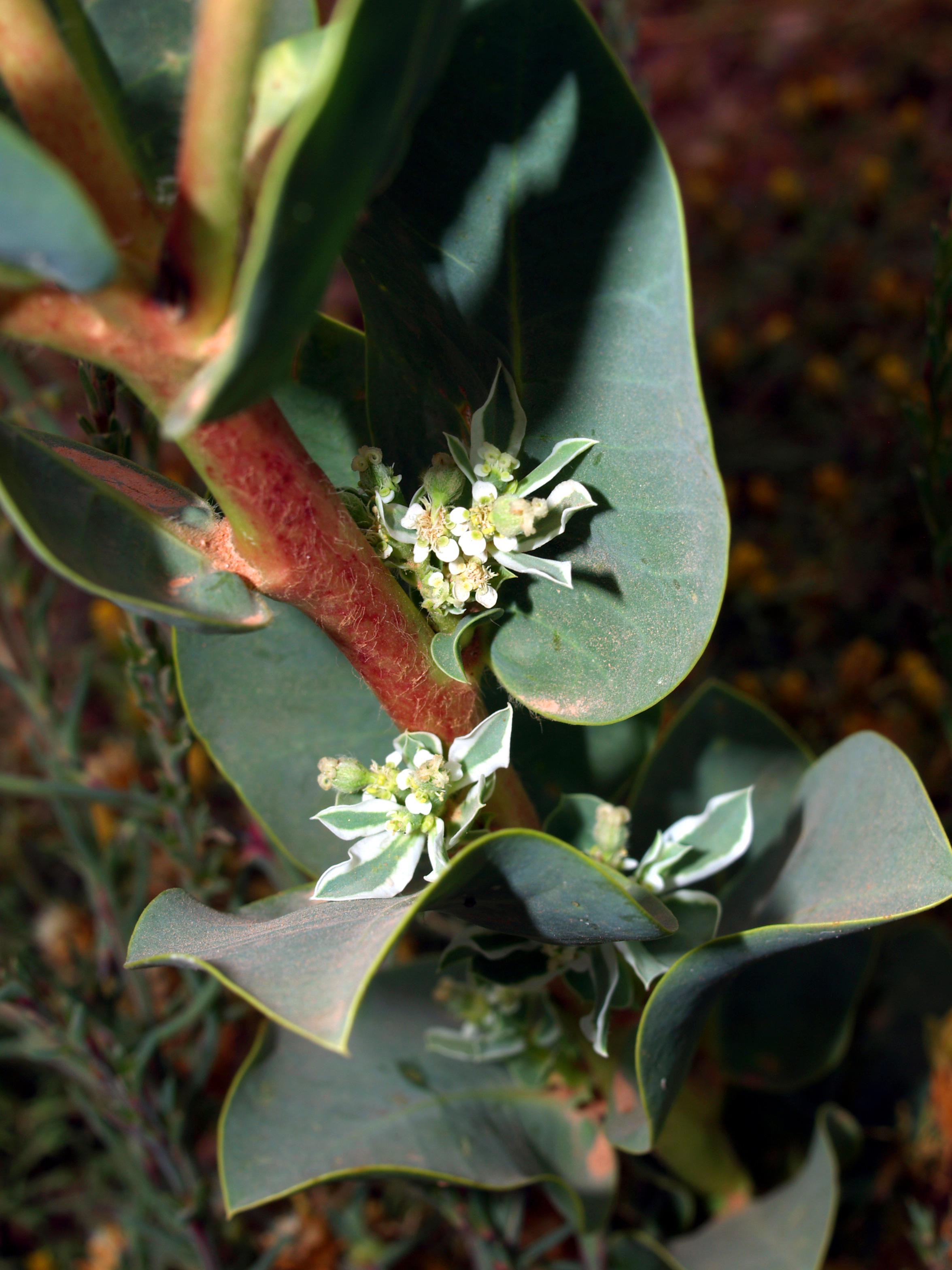
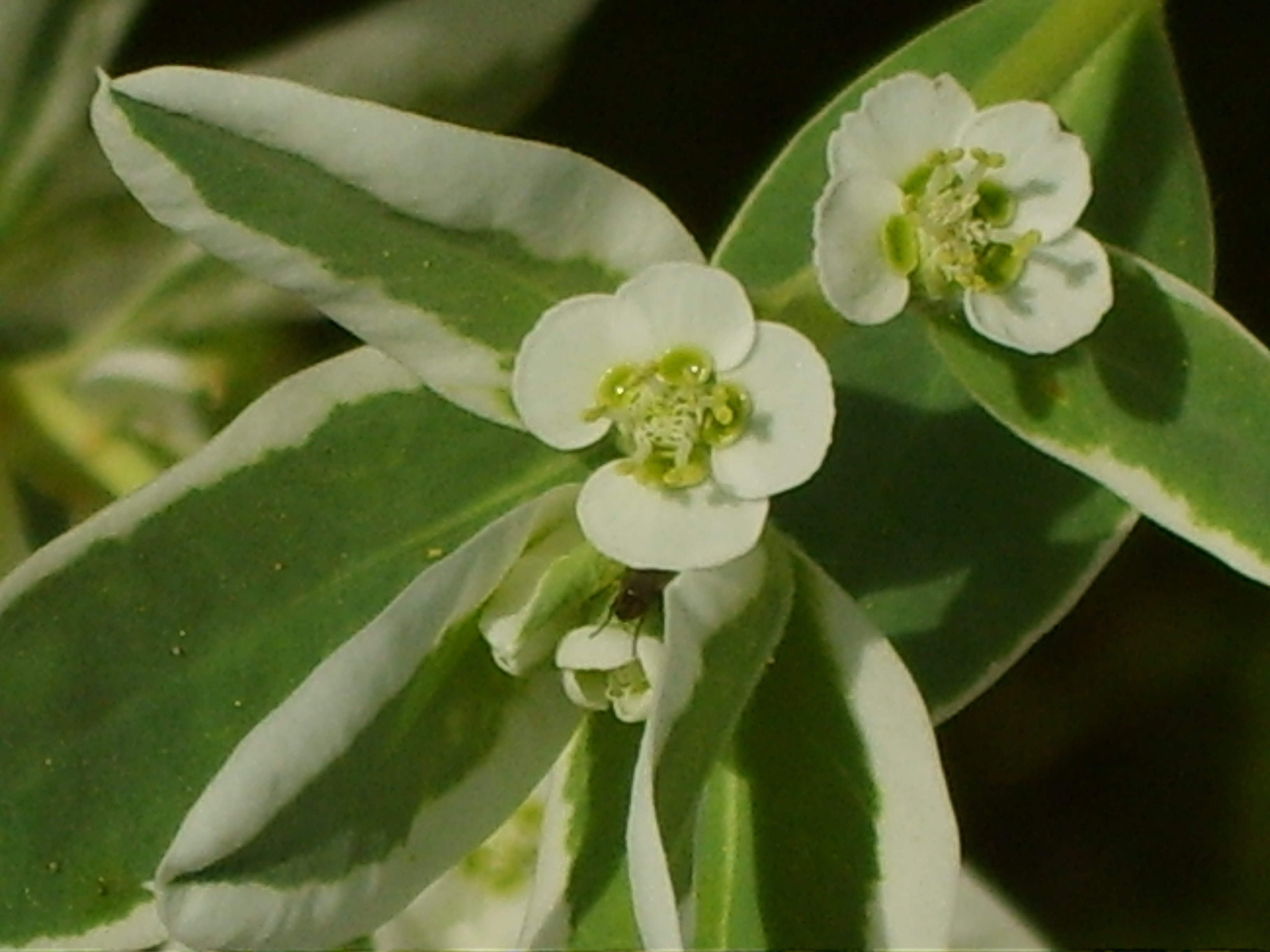